# بلاي بوي أونلاين
بلاي بوي أونلاين (بالإنجليزية: Playboy Online أو Playboy.com)‏ هو قسم الإنترنت لشركة بلاي بوي. ينتج بعض المحتوى الأصلي الذي يختلف نسخة طباعة من المنشورات التي تنتجها بلاي بوي ببليشنج (بالإنجليزية: Playboy Publishing)‏، قسم من أقسام البلاي بوي الثلاثة. بلاي بوي يندرج ضمن قسم الترفيه، الذي يعتر الأكبر بين الأقسام الثلاثة الذي يمثل 60% من إيرادات الشركة (2005, 3Q06).

### وصلات خارجية
- بلاي بوي أونلاين على موقع روتن توميتوز (الإنجليزية)